# Валлин, Расмус
Расмус Бёг Валлин (дат. Rasmus Bøgh Wallin, род. 2 января 1996, Хеллеруп, Копенгаген) — датский профессиональный шоссейный и трековый велогонщик, чемпион Дании в спринте и мэдисоне (2022), чемпион Дании в шоссейной командной гонке (2019), двукратный серебряный призёр чемпионата Дании в командной гонке (2017, 2018), бронзовый призёр чемпионата Дании в групповой гонке среди юниоров (2014) и в индивидуальной гонке среди андеров (2016).

## Карьера

### Шоссейный велоспорт
Расмус Валлин c детства начал заниматься велоспортом и прошёл через несколько местных велоклубов. В 2005—2007 годах Валлин выступал за Ordrup Cycle Club, затем в 2008—2010 — за CC Gladsaxe, в 2011—2012 — за Amager Cykle Ring, в 2013—2014 — за команду Team HH Malerentreprise, а в 2015 году вновь представлял Amager Cykle Ring. Уже в юниорском возрасте он заявил о себе на национальной арене: в 2014 году занял 3-е место в групповой гонке чемпионата Дании среди юниоров. Продолжая прогрессировать, Валлин в 2016 году завоевал бронзу в индивидуальной гонке с раздельным стартом на чемпионате Дании в категории до 23 лет.
В 2016 году Валлин дебютировал в профессиональном велоспорте, подписав контракт с датской континентальной командой Team Soigneur-Copenhagen. Уже через год он перешёл в Team ColoQuick-Cult, за которую выступал в сезонах 2017 и 2018. В этот период Валлин постепенно набирался опыта на скандинавских и европейских гонках низшей категории. В 2017 году он одержал свою первую победу на гонке под эгидой UCI, выиграв Гран-при Кальмара, опередив Йонаса Альстранда и Йонаса Аена Йёргенсена и закрепился в статусе одного из перспективных датских гонщиков.
В 2018 году он выиграл однодневную гонку Skive–Løbet и показал ряд финишей в первой десятке. Во втором полугодии 2018 года он занял четвёртое место в гонке Мандель — Лис — Шельда, уступив в спринте Ваутеру Випперту, Херману Далю и Жюстену Жюлю.
Эти результаты обеспечили ему контракт на сезон 2019 года с профессиональной континентальной командой Riwal Readynez Cycling, в составе которой он добавил в свой актив победу на Scandinavian Race Uppsala. Однако этот этап карьеры Расмуса Валлина сложился неудачно: сам гонщик признавался, что выступление в Riwal не оправдало ожиданий. Контракт был расторгнут примерно за четыре месяца до срока, и уже в августе 2020 года Валлин покинул команду. Оставшись без профессионального контракта, он на время вернулся на любительский уровень — в конце 2020 и в 2021 году гонщик выступал за датскую команду Synch-Giant. В этот период Валлин продолжал соревноваться в национальных гонках и готовился к новому шансу в профессиональном пелотоне. Так, в августе 2020 года он финишировал девятым в групповой гонке чемпионата Дании по шоссейному велоспорту. Также в этом сезоне он занял второе место на Туре Фюна, третье на Skive–Løbet, а также выиграл горную классификацию Тура Дании.
В 2022 году Валлин вернулся в международный пелотон, подписав контракт с континентальной командой Restaurant Suri–Carl Ras. В её составе за два сезона 2022 и 2023 годов он одержал 8 побед на гонках календаря UCI, и два года подряд побеждал в горной классификации на Туре Дании. На треке он завоевал титул чемпиона Дании в спринте и мэдисоне, что сделало его одним из самых успешных датских гонщиков на этом уровне. Портал Feltet.dk назвал его «одним из самых победоносных райдеров Дании последних сезонов».
В августе 2022 года он во второй раз выиграл Scandinavian Race Uppsala, а в сентябре, одержав две победы на этапах, стал победителем общего зачёта многодневки Тур Южной Богемии.
Сезон 2023 принёс Валлину четыре победы на этапах международных гонок, победу в Туре Эстонии, несколько побед на стартах национального календаря и несколько престижных однодневных гонок. В интервью после победы на Туре Эстонии Валлин заявил, что это выступление придало ему уверенности в борьбе за титул чемпиона Дании на шоссе — его следующую крупную цель. Эти результаты не остались незамеченными — интерес к гонщику начали проявлять команды более высокого уровня. По итогам успешных выступлений он подписал двухлетний контракт с норвежской командой Uno-X Mobility. Инициатором этого перехода был сам Расмус: почувствовав уверенность после успешных выступлений, он лично связался с менеджерами Uno-X в июне 2023, предложив свою кандидатуру.
Переход на уровень ProTeam открыл Валлину доступ к гонкам более высокого статуса — уже в начале 2024 года он дебютировал в испанских однодневках на Мальорке (Trofeo Andratx, Trofeo Palma), проехал Тур Омана, а весной стартовал в нескольких классических гонках в Бельгии (Ле-Самен, Бредене-Коксейде Классик). Адаптация к новому уровню прошла успешно: хотя в дебютный год в Uno-X Валлин остался без побед и в основном работал на команду, он продолжал показывать высокие результаты.
В июне 2025 года Расмус финишировал вторым на престижной бельгийской классике Антверп Порт Эпик (UCI 1.1), уступив только Тимо Келиху и опередив именитого спринтера, Тима Мерлира.

### Трековый велоспорт
Основной специализацией Расмуса Валлина является шоссейный велоспорт. Тем не менее, Валлин также пробовал себя в трековых гонках.
В декабре 2022 года он вместе с напарником, Тобиасом Конгстадом стал чемпионом Дании по велотреку в мэдисоне — дуэт Валлин/Конгстед выиграл национальный титул, набрав 89 очков и уверенно опередив соперников на чемпионате в Баллерупе. Кроме того, Расмус участвовал в индивидуальной гонке преследования на том же чемпионате: в квалификации на 4 км он показал время 4:46.91.

### Достижения

#### Шоссе
2013
8-й на 1-м этапе Trophée Morbihan Juniors
2014
9-й на 3-м этапе Driedaagse Axel Juniors
Tour de Himmelfart Juniors
2-й этап
2-й на 4-м этапе
8-й в генеральной классификации
3-й на чемпионате Дании — групповая гонка U19
2015
9-й на Vitamin Well Copenhagen
10-й на Три дня на севере, этап в Тю
5-й на Tour de Haslev
U6 Cycle Tour
7-й на 2-м этапе
4-й на 4-м этапе
4-й на 5-м этапе
9-й на 6-м этапе
4-й в очковой классификации
6-й в генеральной классификации
Велосипедная неделя Раннерса
6-й на 2-м этапе
2-й на 3-м этапе
7-й на 4-м этапе
6-й в генеральной классификации
Hvidovre CKs gadeløb
8-й на Ordrup CC Gadeløb
2-й на Vitamin Well GP — Amager Cykle Ring
2-й на DeFeet løbet
5-й на Lyngby
10-й на General Final Post Cup
3-й на Hillerød
Тур Борнео
7-й на 3-м этапе
9-й на 5-м этапе
2016
6-й на Næstved BC ITT
6-й на Loxam Løbet
9-й на Slagelse Løbet
3-й на Ringsted åbne løb
5-й на Три дня на севере, этап в Ольборге
4-й на Greve CC Åbne Løb
3-й на GP Herning
7-й на прологе Тура Берлина
7-й на Nakskov TT
7-й на LFCK — CP Entrepriseløbet
3-й на чемпионате Дании — индивидуальная гонка U23
10-й на чемпионате Дании — групповая гонка U23
6-й на Bornholm (NC)
4-й на чемпионате Дании — командная гонка
Vitamin Well Copenhagen
8-й на Hvidovre CKs gadeløb
8-й на Vitamin Well GP — Amager Cykle Ring
9-й на Ordrup CC Gadeløb
3-й на Hillerød
3-й на Rytgerløbet
10-й на ABC Linjeløb
7-й на Principia Løbet — Randers
8-й на 1-м этапе Олимпия Тур
2017
Slagelse Løbet
2-й на Greve CC Åbne Løb
3-й на Sorø BC
5-й на GP Arjaan De Schipper
5-й на Principia Løbet — Randers
2-й на VTS Tømrer Snedker TT
8-й на Rent Liv Løbet Skive
6-й на RCRs Åbne Løb
6-й на чемпионате Дании — индивидуальная гонка U23
4-й на чемпионате Дании — групповая гонка U23
2-й на Agro Top Løbet — Skive
3-й на Campione Pinse Cup — Silkeborg
4-й на Campione Pinse Cup Herning
2-й на MBC — Hammel
3-й на VTS Tømrer Snedker TT 3
2-й на чемпионате Дании — командная гонка
10-й на Lolland-Falster (NC)
5-й на Signwork Løbet
2-й на Tour de Haslev
Ringenloppet
Trampenlinjet
8-й на Hadsten Gadeløb
Гран-при Кальмара
5-й на Herning City Gadeløbet
6-й на Holbæks åbne løb (NC)
5-й на Bogens Gadeløb
4-й на DCR-Ballerup
5-й на Hvidovre CKs gadeløb
8-й на Кубке Швеции
Ronde van Midden-Nederland
7-й на 1-м этапе
8-й на 2-м этапе
7-й в горной классификации
2-й в молодёжной классификации
6-й в генеральной классификации
5-й на Sorgenfrilobet
2-й на HFCKs åbne løb
9-й в молодёжной классификации Тура Дании
2018
4-й на Kvickly Ry Løbet
Skive–Løbet
Sorø BC
7-й на ABC Linjeløb
8-й на 1-м этапе Тура Париж — Аррас
DGI Stjerneløb
5-й на Give Elementer løbet
2-й на чемпионате Дании — командная гонка
8-й на чемпионате Дании — индивидуальная гонка U23
Велосипедная неделя Раннерса
7-й на 1-м этапе
2-й на 2-м этапе
8-й на 3-м этапе
4-й этап
2-й в генеральной классификации
6-й в горной классификации Тура Дании
Hadsten Gadeløb
5-й на Skive Gadeløb
6-й на Holbæks åbne løb (NC)
2-й на Tour de Charlottenlund
3-й на Tour de Haslev
4-й на Мандель — Лис — Шельда
3-й на Ronde van Midden-Nederland
2-й на Кубке Дании
Олимпия Тур
10-й на 1-м этапе
7-й на 3-м этапе
3-й на 7-м этапе
5-й в очковой классификации
6-й в генеральной классификации
5-й на Hillerød
3-й на Hydro Løbet — Tønder
2-й на Sønderborg Løbet
2019
5-й на GP Herning
3-й на Ordup CC
4-й на Rent Liv Løbet Skive
Scandinavian Race Uppsala
5-й на Lyngby
 Чемпионат Дании — командная гонка
6-й на Nyborg — Bording Cup
2-й на Gadeløb Aars
4-й на Tour de Charlottenlund
2-й на Aalborg Gadeløb
4-й на Sjællandsmeterskaberne TT
6-й на Sjællandsmeterskaberne RR
7-й на Vitamin Well GP — Amager Cykle Ring
6-й на Hydro Løbet — Tønder
4-й на Sønderborg Løbet
2020
6-й на Greve CC Åbne Løb
9-й на чемпионате Дании — групповая гонка
Vitamin Well Copenhagen
Sydkysten Cycling Race
2021
10-й на Greve CC Åbne Løb
4-й на Frederiksberg EL løbet
4-й на Principia Løbet — Randers
5-й на Campione Pinse Cup
2-й на Туре Фюна
4-й на чемпионате Дании — командная гонка
Vitamin Well GP — Amager Cykle Ring
Велосипедная неделя Раннерса
4-й на 2-м этапе
2-й на 3-м этапе
Горная классификация Тура Дании
9-й на Tour de Charlottenlund
2-й на Gadeløb Aars
3-й на Himmerland Rundt
4-й на Herning City Gadeløbet
8-й на 1-м этапе Тура Южной Богемии
2-й на Fri Bike Shop-Sonderborg
3-й на CK Fix Rødovre
Køge
Три дня на севере
4-й на этапе в Тю
6-й на этапе в Ольборге
2-й в генеральной классификации
2022
6-й на Hillerød
4-й на Мемориале Арно Валларда
Три дня на севере, этап в Ольборге
9-й на GP Ejner Hessel
Davidsen løbet
Ordrup CC
3-й на GP Ejner Hessel & Segafredo
3-й на Give Elementer løbet
5-й на Fredericia
Frederiksberg EL løbet
4-й на GripGrab Grand Prix
5-й на Herning City Gadeløbet
3-й на Campione Pinse Cup — Silkeborg
7-й на Campione Pinse Cup Herning
2-й на Principia Løbet — Randers
3-й на Horsens Løbet
10-й на чемпионате Дании — групповая гонка
U6 Cycle Tour
пролог
3-й на 1-м этапе
2-й этап
4-й этап
2-й на 5-м этапе
6-й в генеральной классификации
Ringenloppet
Lars RP Kriterium
7-й на #HurtigJoakimLøbet
Scandinavian Race Uppsala
3-й на Skandis GP
7-й на Tour de Charlottenlund
Горная классификация Тура Дании
8-й на Кубке Швеции
Тур Южной Богемии
1-й этап
4-й этап
2-й в очковой классификации
генеральная классификация
2-й на Grote Prijs Rik Van Looy
5-й на Hydro Løbet — Tønder
3-й на Holbæks åbne løb (NC)
2023
1-й этап Visit South Aegean Islands Tour
2-й на Гран-при Родоса
Три дня на севере
10-й на этапе в Йёрринге
2-й на этапе в Тю
2-й на этапе в Ольборге
Мемориал Арно Валларда
10-й на Slagelse Løbet
Lyngbyloppet
Ringenloppet
3-й на Гран-при Рингерике
2-й на Гран-при Хернинга
Тур Эстонии
5-й на 1-м этапе
2-й этап
очковая классификация
генеральная классификация
8-й на Tartu Rattaralli
8-й на Nakskov TT
2-й на Ordrup CC
Vejen — Esbjerg — JFM Linjeløb
8-й на чемпионате Дании — групповая гонка
Велосипедная неделя Раннерса
3-й на 1-м этапе
2-й этап
6-й на 3-м этапе
5-й на Hadsten Gadeløb
Tour de Charlottenlund
8-й на Grand Prix Lumsås
2-й на Гйельне Гутуэр
Тур Южной Богемии
4-й этап
9-й в очковой классификации
Grote Prijs Rik Van Looy
6-й на Fri Bike Shop-Sonderborg
Holbæks åbne løb (NC)
2024
5-й в спринтерской классификации Тура Омана
3-й на #HurtigJoakimLøbet
3-й на Næstved BC Lobet
6-й на Vitamin Well GP — Amager Cykle Ring
8-й на Nysted
7-й на 3-м этапе Велосипедной недели Раннерса
6-й на 1-м этапе Тура Дании
9-й на Tour de Charlottenlund
2025
2-й на Антверп Порт Эпик
4-й на Hadsten Gadeløb
Herning City Gadeløbet

#### Трек
2022
 Чемпионат Дании — спринт
 Чемпионат Дании — мэдисон (с Тобиасом Конгстадом)
2024
2-й на чемпионате Дании — скрэтч
2-й на чемпионате Дании — гонка по очкам
2-й на чемпионате Дании — гонка на выбывание
3-й на чемпионате Дании — мэдисон

### Рейтинги
| Год                 | 2017  | 2018  | 2019   | 2020   | 2021  | 2022  | 2023  | 2024   |
| ------------------- | ----- | ----- | ------ | ------ | ----- | ----- | ----- | ------ |
| Мировой рейтинг UCI | 834-й | 550-й | 1013-й | 1649-й | 855-й | 436-й | 263-й | 1331-й |
| Европейский тур UCI | 526-й | 315-й | 729-й  | 1224-й | 660-й | 348-й | 213-й | -      |
|                     |       |       |        |        |       |       |       |        |
| Источник: UCI       |       |       |        |        |       |       |       |        |